# São João do Caiuá
São João do Caiuá é um município brasileiro do estado do Paraná. Sua população estimada em 2024 era de 5.620 habitantes. Localiza-se na região noroeste do Paraná. 

## História
Assim como diversas cidades da região norte do Paraná, São João do Caiuá teve sua origem vinculada ao processo de colonização conduzido pela Companhia Melhoramentos Norte do Paraná, responsável por um dos mais notáveis planos de ocupação territorial do estado. A companhia adquiriu uma vasta extensão de terras do governo estadual e, em 1951, iniciou o projeto de fundação do patrimônio de São João, com a demarcação do perímetro urbano e a abertura de uma estrada até o rio Paranapanema.
A chegada dos primeiros moradores marcou o início da povoação local. Entre os pioneiros estão Pedro Adolfo Bruning, que construiu a primeira moradia, Domingos Beraldi, que se tornaria o primeiro prefeito, e Justo Moya, um dos primeiros comerciantes ao lado de Beraldi. Com eles, também chegaram Jomé Vieira dos Santos, Sebastião Soares e Gumercindo Pereira, entre outros.
Ainda em 1951, foi erguida a primeira capela da localidade, dedicada a São João Batista, onde foi celebrada a primeira missa em 24 de junho de 1952, data que se tornou significativa para a comunidade. A partir de então, a cidade entrou em uma fase contínua de crescimento, com a instalação de estabelecimentos como pensão, posto de gasolina e farmácia, impulsionando o desenvolvimento do novo núcleo urbano.
Em 1954, iniciou-se a construção de um campo de pouso e discutiu-se o nome oficial da cidade. Dentre as sugestões estavam São João do Paraíso, São João do Caiuá e São João dos Bandeirantes. Embora a comissão local tenha escolhido "São João do Paraíso", o nome foi alterado para São João do Caiuá pela Assembleia Legislativa do Paraná, evitando duplicidade de nomes com outras localidades brasileiras.
Administrativamente, o distrito foi criado pela Câmara Municipal de Nova Esperança em 1953 e, posteriormente, incorporado ao território de Alto Paraná. A elevação à categoria de município ocorreu por meio da Lei Estadual nº 253, de 26 de novembro de 1954, com a instalação oficial em 17 de dezembro de 1955.

## Economia
A economia de São João do Caiuá é sustentada por diversos setores que contribuem para o desenvolvimento do município. Um dos principais pilares econômicos é a Usina Santa Terezinha, importante geradora de empregos na região, especialmente nas áreas ligadas ao setor sucroalcooleiro.
O comércio local também exerce papel fundamental na movimentação da economia, atendendo às demandas da população e estimulando o empreendedorismo regional. A Prefeitura Municipal representa outro importante agente econômico, oferecendo oportunidades de trabalho por meio dos serviços públicos e da administração municipal.
A presença de aposentados que residem no município contribui com a circulação de renda e com o fortalecimento do comércio, por meio do consumo